# Benjamin Gates
Pour les articles homonymes, voir Gates.
Cet article concerne le personnage. Pour la franchise, voir Benjamin Gates (franchise).
Benjamin Franklin Gates est un personnage de fiction de l'univers Disney interprété par Nicolas Cage et appartenant à la saga cinématographique intitulée Benjamin Gates dirigée par Jon Turteltaub. Fanatique d'histoire, il apparut pour la première fois dans le film Benjamin Gates et le Trésor des Templiers.
La saga est composée de :
1. Benjamin Gates et le Trésor des Templiers ou Trésor national au Québec et au Nouveau-Brunswick (National Treasure) (2004) ;
2. Benjamin Gates et le Livre des secrets ou Trésor national : le livre des secrets au Québec et au Nouveau-Brunswick (National Treasure: Book of Secrets) (2007).

Après ces deux premiers volets, un troisième film est envisagé : Chris Bremner devait être chargé du scénario de ce troisième volet ; il s’agirait d’une aventure mythique partant de l’île de Pâques jusqu'à la cité d’Atlantide. La production de ce troisième film devait prendre forme avec l’arrivée de la plateforme de streaming Disney+, créée en 2019. En définitive, une série télévisée est créée sous le titre Trésors perdus : le secret de Moctezuma, qui est diffusée fin 2022 et début 2023.

## Présentation du personnage
Le nom complet de notre personnage est Benjamin Franklin Gates. Certains l’appellent par son surnom : Ben. Il porte également le nom de Paul Brown dans le premier film. Au début de ce même film, le personnage de Benjamin Gates est interprété par Hunter Gomez, puis par Nicolas Cage. Il est décrit comme étant un homme de taille moyenne, les cheveux bruns et portant un manteau[réf. nécessaire]. Il vit aux États-Unis à Washington D.C. . Il est le fils de Patrick Henry Gates et d'Emily Appleton Gates[réf. nécessaire], et le petit fils de John Adams Gates[réf. nécessaire]. Ben a grandi dans une famille de chasseurs de trésors. En effet, dès son plus jeune âge, son grand père lui racontait des histoires et des légendes sur des trésors. Mais le père de Benjamin n’était pas comme les autres membres de sa famille, il ne voulait pas de ce futur pour son fils. Benjamin Gates est diplômé de la MIT et de Georgetown, et va consacrer sa vie à sa passion qu’est la recherche de trésor légendaire. Benjamin Gates est un chasseur de trésor, mais ce métier a plusieurs facettes : Ben est à la fois chasseur de trésor, mais aussi cryptographe, ingénieur en mécanique, plongeur professionnel et historien[réf. nécessaire]. Ben a plusieurs centres d’intérêts : il aime les trésors, l’aventure, lire des documents historiques, collectionner des objets datant de diverses époques et chercher des indices. Mais il n’aime pas les marchands illégaux, les voleurs de trésors, que sa famille soit accusée ou enlevée[réf. nécessaire]. Au début de ses péripéties, Ben est célibataire, puis il rencontre une archiviste employée aux Archives nationales Abigail Chase avec qui il va convoler. Benjamin est drôle, déterminé, toujours prêt à rire et excentrique[réf. nécessaire]. Il a des affiliations dans le gouvernement américain et dans l’agence historique. Son but en tant que chasseur de trésor est de trouver les plus grands trésors du monde et de les protéger de revendeurs illégaux. Pour cette mission, il est accompagné de son ami Riley Poole[réf. nécessaire], de sa petite-amie Abigail Chaise, et même du président des États-Unis[réf. nécessaire]. Il a pour ennemi Ian Howe (dans le premier volet de la saga) et Mitch Wilkinson (dans le deuxième volet)[réf. nécessaire]. À la fin de Benjamin Gates et le Trésor des Templiers, il utilise les fonds du trésor pour se payer une maison avec Abigail Chase, et dans Benjamin Gates et le Livre des secrets il nettoie son nom de famille et devient un héros pour le gouvernement américain[réf. nécessaire].

## Biographie fictive
Dans le premier volet de la saga, Benjamin Gates et le Trésor des Templiers, la première scène se déroule à Washington D.C en 1974. Il s‘agit d’un dialogue entre un grand-père et son petit-fils (Benjamin Gates étant enfant). Ce dialogue permet de présenter le thème principal : la recherche du trésor des Templiers et met déjà en avant la personnalité d’aventurier de ce personnage. En effet, l'un des indices menant à un trésor a été donné à leur ancêtre Thomas Gates[réf. nécessaire] en 1832 par Charles Caroll de Carrollton[réf. nécessaire]. 

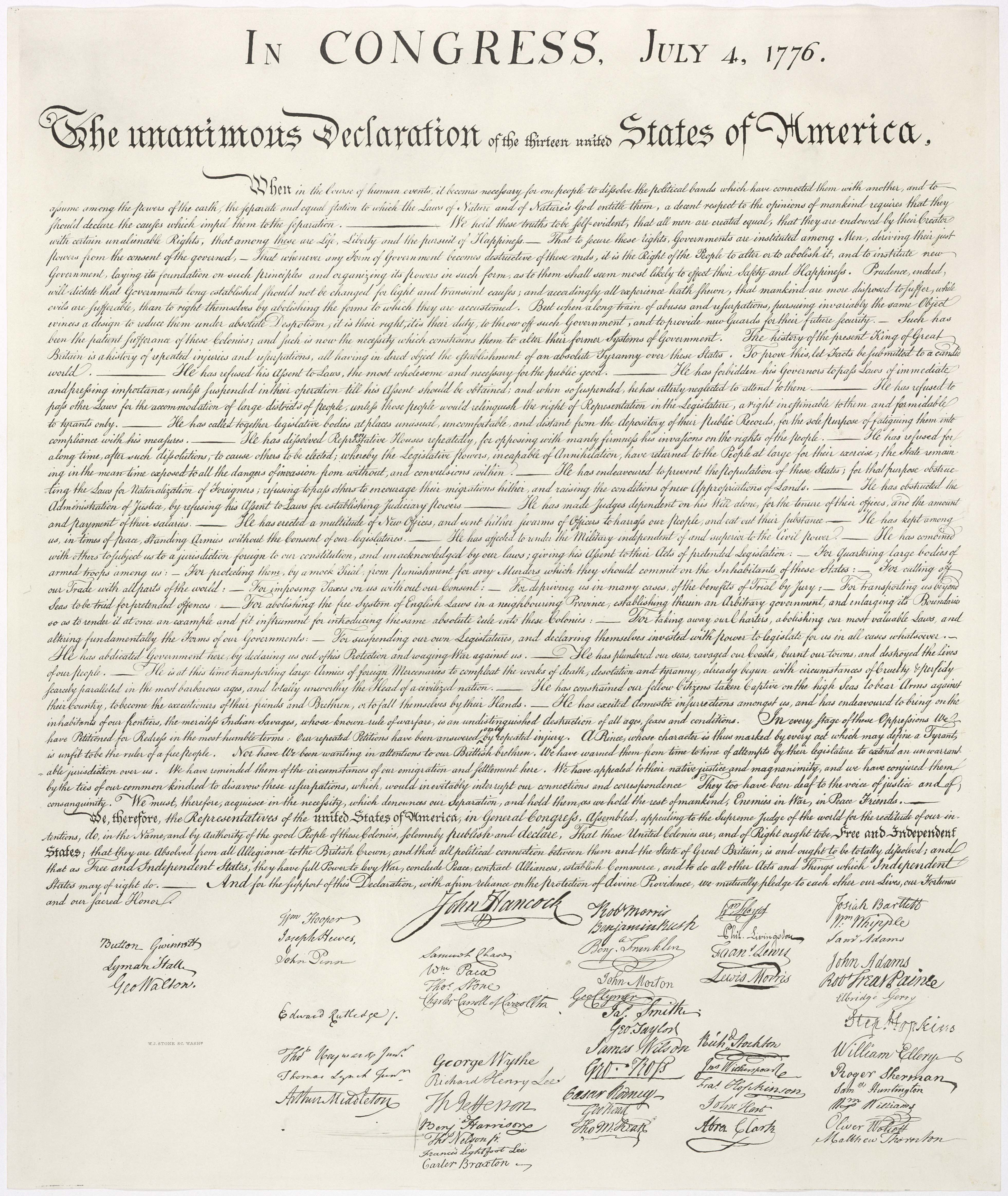
Déclaration d'indépendance des États-Unis.

La scène suivante est une transition entre l’enfance et l’âge adulte. En effet, le spectateur peut voir Benjamin Gates, trente ans plus tard, en expédition avec Riley Poole et Ian Howe : la scène se déroule au nord du cercle arctique [réf. nécessaire]. Ils sont à la recherche d’un bateau nommé Charlotte. Ben et ses compères trouvent la Charlotte prise sous la glace. Une fois le bateau dégagé, ils entrent et découvrent un nouvel indice, déposé sur une pipe en écume de mer. Ben parvient à le déchiffrer et aboutit à la conclusion suivante : le prochain indice se trouve au dos de la Déclaration d'indépendance des États-Unis. À la suite d'un désaccord, un conflit d’intérêt concernant la découverte de cet indice, Ian Howe change de camp et devient ennemi de Benjamin Gates. Un nouveau personnage fait son apparition, il s’agit d’Abigail Chase, une archiviste. En effet, Ben et Riley tente de la prévenir quant au vol à venir de la déclaration, mais elle ne les croit pas. Il prévient également le FBI qui ne le croit pas non plus.  Ben prend alors la décision de voler la déclaration afin de la protéger de Ian. Par conséquent, Benjamin  et Riley cherchent une stratégie pour voler la Déclaration d’indépendance et ainsi trouver l’indice nécessaire qui les mèneront au trésor des Templiers. Ben s'introduit au gala, qui est donné aux Archives Nationales, en utilisant le nom de Paul Brown. Ainsi, par une suite de stratagèmes, et grâce à Riley, il parvient à récupérer la Déclaration d'indépendance. Mais alors que Ben quitte le gala, il est poursuivi par Abigail qui trouve son comportement louche. Elle récupère la Déclaration, mais est enlevée par Ian. Ben et Riley se lancent à la poursuite de Ian pour sauver Abigail et la Déclaration. À la fin de la course poursuite, Ben récupère Abigail, qui pense que Ian à la Déclaration. Mais Ben la rassure, en lui montrant que lui possède bien la Déclaration, alors que Ian ne possède qu'une copie achetée dans le magasin souvenir des Archives. À la suite de ce vol, le FBI, avec à sa tête l'agent Peter Sadusky, se lance à la poursuite de Ben, dont ils connaissent l'identité à cause de son paiement dans la boutique souvenir avec sa carte bleue. Ben, accompagné de Riley et Abigail, se rend chez son père Patrick. En analysant la Déclaration, ils découvrent un nouvel indice : le chiffre Ottendorf. Pour finir de découvrir l'indice, ils utilisent du jus de citron et des sèches cheveux, qui révèlent un indice dissimulé : ce chiffre fait référence à des lettres de Benjamin Franklin à Silence Dogood[réf. nécessaire]. Le père de Ben les possédait mais les a données. Par la suite, Ben et Abigail trouve un nouvel indice les menant au clocher d'Independence Hall, à l'emplacement de Liberty Bellonce. Ben parvient à trouver, caché dans le clocher, une paire de lunettes très spéciale (créée par Benjamin Franklin), afin de décrypter le message caché au dos de la Déclaration : Ben doit se rendre à la Trinity Church, à New York. Mais Ben est arrêté par Sadusky alors que lui et ses amis étaient pris en chasse par Ian, qui parvient à récupérer la Déclaration. Mais Ben s'échappe des mains de Sadusky grâce à Ian qui a conclu un marché avec Abigail. Ben est retrouvé par Ian qui souhaite avoir le prochain indice, cependant Ben ne veut pas lui dire. Pour le motiver, Ian annonce à Ben qu'il a enlevé son père. Ainsi, la troupe de Ian et de Ben se retrouvent dans l'église, dans laquelle ils découvrent un passage secret. Une fois descendu dans les ruines, s'apercevant qu'il n'y a rien, Ian abandonne Ben, Riley, Abigail et Patrick. Mais Ben et son père ont fait croire qu'il n'y avait rien à Ian, alors que lorsque Ben encoche la pipe trouvée dans la Charlotte dans une encoche, un nouveau passage s'ouvre, laissant place au Trésor. Ben contacte alors Sadusky, pour lui remettre la Déclaration d'indépendance, en échange, il ne doit plus y avoir d'accusations contre lui. Ian est arrêté à sa place.  
A la fin du premier film, Ben et Abigail se mettent en couple et aménagent ensemble en s'offrant un manoir grâce à l'argent reçu pour avoir trouvé le trésor. 
Dans le deuxième film, Benjamin Gates anime une conférence avec son père sur l’histoire de Lincoln, et notamment les héros de la guerre civile, et il parle de son arrière-arrière grand-père Thomas Gates[réf. nécessaire]. Cependant, la conférence est interrompu par l’arrivée de Mitch Wilkinson (un marchand d’antiquité du marché noir), qui dit posséder l’une des dix-huit pages du journal de John Wilkes Booth, avec le nom de Thomas Gates écrit dessus, ce qui signifierait que Thomas Gates était dans le complot pour assassiner le président, mais qu’il en était aussi l’instigateur. Ben n’est pas convaincu par cette preuve et refuse que l’on prenne son arrière-arrière grand-père pour un traître. Son but va être de prouver son innocence[réf. nécessaire]. 

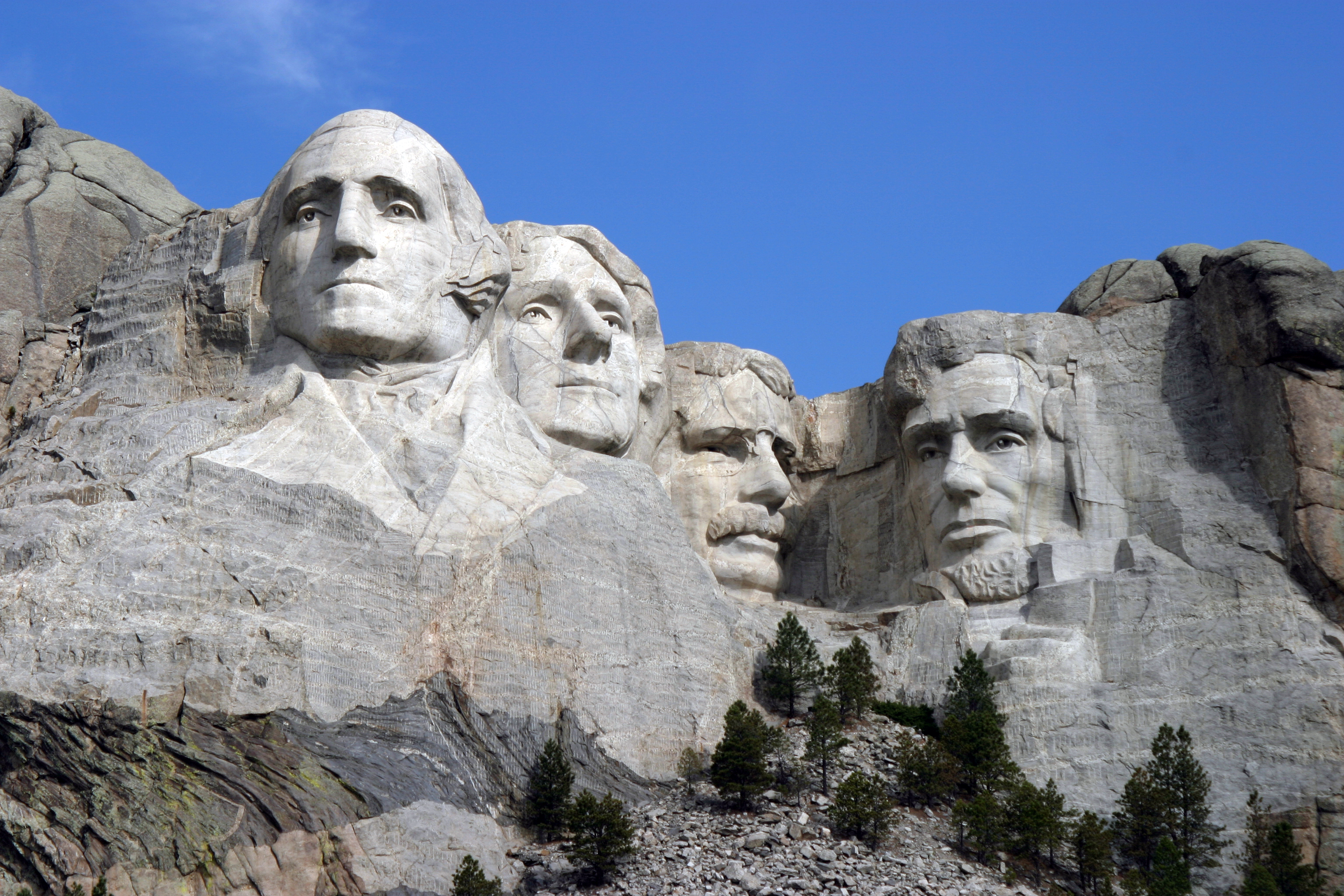
Le mont Rushmore.

Pour ça, il va aller voir son ami Riley pour qu’il l’aide à rentrer chez Abigail, son ex-petite amie, mais elle les surprend. Elle accepte d’analyser le fragment de journal à l’aide de l’imagerie spectrale. Grâce à cela, ils découvrent des inscriptions codés au dos du fragment. Ben tente de déchiffrer le code et trouve la solution : la référence à « Laboulaye et sa lady » indique que Ben doit se rendre à la statue de la Liberté à Paris. Une fois sur place, il trouve un nouvel indice sur le flambeau de la statue de la Liberté, qui fait référence aux bureaux du président des États-Unis, le Bureau ovale à Washington, et l’autre est le bureau qu’utilise la reine d’Angleterre au palais de Buckingham à Londres. Par conséquent, Ben et Riley partent en direction de Londres pour infiltrer le palais et ainsi récupérer le nouvel indice. Mais Abigail se trouve également au palais à Londres. Malgré tout, Ben parvient à récupérer dans le bureau une ancienne planche de bois. Mais alors qu’il est à Londres, son ennemi Mitch en profite pour entrer par effraction chez Patrick Gates[réf. nécessaire], pour lui voler son portable et le cloner afin de suivre les mouvements de Ben. Par la suite, Ben est obligé de donner la planche de bois Mitch, mais pas sans l’avoir pris en photo avant. Ben n’arrive pas à traduire les symboles qui se trouve sur la planche en bois, et demande à son père d’aller voir sa mère, le docteur Emily Appleton, afin qu’elle l’aide à traduire les symboles[réf. nécessaire]. Après l’analyse de sa mère, Ben conclut qu’il doit exister une autre planche de ce type car certains des symboles sont partiels. Il pense que l’autre planche est caché dans l’autre bureau à la Maison Blanche. Ben et Abigail arrivent à la Maison Blanche et rencontrent le flirt d’Abigail, Connor qui est conservateur de la Maison Blanche. Ben parvient à rentrer dans le bureau grâce à Abigail qui a séduit Connor pour aller visiter ce lieu. Pendant qu’elle flirte avec Connor, Ben découvre que la planche en bois manquante n’est pas dans le bureau, mais qu’à la place il y a un sceau indiquant “Livre secret du Président”. Pour obtenir cet indice, Ben se rend à l’anniversaire du Président, et le convainc de le suivre dans un tunnel secret, afin que Ben lui parle du livre. Le Président accepte de lui dire où se trouve le livre, et en échange le Président demande à Ben de lui dire ce qu’il se trouve à la page quarante-sept du livre des Présidents[réf. nécessaire]. Mais cet acte est vu comme un enlèvement, et Ben est recherché par la police. Ben parvient à savoir où se cache le livre des présidents, à savoir dans la bibliothèque du Congrès. En se rendant sur place, Ben prend en photo la page quarante-sept du livre, puis il découvre une photo de la planche manquante et d’autres indices expliquant que la planche a été trouvé puis détruite par le président Coolidge en 1924, et qu’il a chargé Gutzon Borglum de sculpter le Mont Rushmore afin de cacher les repères d’une carte qui mène à un trésor. Mais la troupe de Ben est suivi de près par l’agent Peter Sadusky du FBI, mais ils parviennent à lui échapper à la bibliothèque. Lorsque Ben accompagné d’Abigail et de Riley, arrive au Mont Rushmore, il découvre que Mitch a enlevé sa mère. Ben, aidé de Mitch, parvient à trouver l’entrée d’une grotte qui mène à une ville légendaire à cause de son or, appelée Cibola[réf. nécessaire]. Une fois à l’intérieur, Ben et sa troupe sont confrontés à de nombreux pièges et se retrouvent séparés. Ben trouve la ville d’or mais elle est inondée[réf. nécessaire]. Pour pouvoir sauver tout le monde, Ben tente de se sacrifier, mais c’est finalement Mitch qui reste et qui lui demande de lui donner le crédit de la découverte. Après s’être échappée de Cibola, Ben et son équipe sont accueillis dans une base militaire par le Président. Mais le président des États-Unis rappelle sa faveur à Ben, en lui demandant de lui dire ce qu’il a trouvé dans le livre. Ben lui répond : “Cela change la vie, monsieur”.
Grâce à cette découverte, le nom de famille de Ben est nettoyé de tout soupçon, et il est libéré des accusations d’enlèvement du Président grâce au président des États-Unis qui le protège. Ben s’assure aussi que le nom de Mitch soit cité dans cette découverte. Enfin, Ben et Abigail se rapprochent  et renouent à la fin du film[réf. nécessaire].

## Ses relations et rencontres
Voir aussi Benjamin Gates (franchise)

### Sa famille
- Thomas Jefferson Gates : joué par Joel Gretsch, il est l’arrière-arrière grand-père de Benjamin Gates. Son fils est Charles Gates. C’était un américain. Il apparaît dans le premier film : Benjamin Gates et le Trésor des Templiers, car c’est de lui que Ben détient l’indice sur le secret de la Charlotte. Il apparaît également dans le deuxième film : il est tué par un partisan des Chevaliers du Cercle d’Or le 14 décembre 1865.
- Charles Gates : joué par Billy Unger, il est l’arrière grand-père de Benjamin Gates. Il voit son père Thomas Jefferson Gates se faire tuer en 1865. Il est le père de John Adams Gates.
- John Adams Gates : joué par Christopher Plummer, il est le grand père de Benjamin Gates. On ne le voit qu’au début de Benjamin Gates et le trésor des templiers. C’est lui qui lui parle du secret des Templiers.
- Patrick Henry Gates : joué par Jon Voight, il s’agit du père de Benjamin Gates. Né en 1935, il s’intéressait lui aussi aux trésors des Templiers. Il a rencontré Emily Appleton, avec qui il s’est marié et a eu Ben. Cependant par la suite, il ne fait pas comme ses ancêtres, et se détourne des chasses aux trésors. Sa femme et lui ont divorcé. Mais grâce à ses aventures, Ben va lui redonner le goût des trésors.
- Emily Appleton Gates : jouée par Helen Mirren, elle joue le rôle de l’ex-femme de Patrick et la mère de Ben. N’apparaissant que dans le second film : Benjamin Gates et le Livre des secrets, elle étudie les langues amérindiennes anciennes et est le président du département de linguistique à l’université du Maryland.

### Ses amis
- Riley Poole : joué par Justin Bartha, il est l'un des personnages principaux. Il est le meilleur ami de Ben. C'est un expert en informatique, décrit comme étant sarcastique. Il aide Ben à trouver le trésor des Templiers et la cité d'or de Cibola. Il a écrit un livre sur le trésor des templiers et d’autres mythes. C’est d’ailleurs grâce à son livre qu’ils parviennent à trouver la cité de Cibola. De plus, grâce à l’argent qu’il obtient en découvrant le trésor des Templiers, il s’offre une Ferrari, mais celle-ci lui sera enlevée dans le deuxième film car elle est mal garée alors qu’il signe des autographes pour son livre. Il la récupère à la fin.
- Abigail Chase : jouée par Diane Kruger, elle est l'un des personnages principaux. Elle est archiviste aux Archives Nationales à Washington D. C. C’est elle que Ben va voir pour la prévenir que la déclaration d’indépendance va être volé. Elle est d’abord contre Ben, mais va finir par l’aider à trouver le trésor des Templiers. Elle devient la petite-amie de Ben et ils emménagent ensemble. Cependant par la suite, Ben et elle se séparent, et elle part flirter avec Connor, un conservateur de la Maison Blanche. Mais lorsqu’elle apprend que Ben part à la recherche d’un nouveau trésor, elle part l’aider, et participe à la découverte de la cité d’or de Cibola. Ben et elle se rapprochent à nouveau à la fin du film.
- Peter Sadusky : joué par Harvey Keitel, Peter Sadusky est un agent du FBI et membre des francs-maçons. Ben le rencontre lorsqu’il a volé la Déclaration d’indépendance. Il apparaît dans le deuxième film, lorsque Ben a enlevé le président des États-Unis.

### Ses ennemis
- Ian Howe : c'est l'ennemi dans Benjamin Gates et le Trésor des Templiers. Joué par Shaun Mark Bean dit Sean Bean, c’est un chasseur de trésor et entrepreneur anglais. C’est lui qui finance les recherches de Ben dans l'arctique canadien car il s’intéresse au trésor des Templiers. D’abord allié de Ben, il devient son ennemi en voulant voler la déclaration d’indépendance et le trésor. Il sera finalement emprisonné par de nombreux chefs d’accusations.
- Mitch Wilkinson : c'est l'ennemi dans Benjamin Gates et le Livre des Secrets. Joué par Edward Allen Harris dit Ed Harris, il est le descendant d’une des personnes présentes le jour de la mort de Lincoln en 1865. Il est diplômé de l’institut militaire de Virginie. C’est un marchand d’armes mais également un marchand d’antiquités qu’il vend au marché noir. Il discrédite la famille de Gates pour que celui-ci le mène au trésor qu’il convoite, la cité d’or de Cibola, afin d’en gagner toute la reconnaissance, au mépris de Ben. Mitch meurt en se sacrifiant pour le groupe, qui a trouvé la cité, mais inondée. En échange, il demande à Ben de le citer dans ceux qui ont trouvé la cité.

## Adaptation
Étrangement, il n’y a eu aucune adaptation littéraire du premier volet Benjamin Gates et le Trésor des Templiers mais bien une adaptation littéraire du deuxième film Benjamin Gates et le Livre des Secrets nommé National Treasure 2: Book of Secrets The Junior Novel (en). Cette œuvre a été publié par Disney Press le 6 novembre 2007 soit un peu moins de deux mois avant la première diffusion du deuxième volet aux États-Unis. Certaines parties diffèrent du livre au film. Par exemple, dans le livre, Benjamin et Abigail prennent en photo la plaque en bois dans le bureau du Résolut de la Reine d’Angleterre (Resolute desk) pour le laisser sur place tandis que dans le film, les deux personnages fuient avec l’objet. Pareillement, la date sur la statue à Paris qui est aussi la combinaison pour accéder à la cachette du bureau est 1865 contre 1876 dans le film.
Disney Press a aussi décidé de publier de petites suites sur les ancêtres des Gates qui ont marqué l’Histoire. C’est une série de quatre livres qui auraient dû être six mais les deux derniers n’ont pas été publiés, tous écrits par Catherine Hapka.  Le premier Changing Tides, publié en novembre 2007, se situe en 1612. Nous pouvons y suivre Samuel et William Gates voyageant vers les Amériques et espérant encore une fois restaurer l’honneur de leur famille. L’épilogue de ce livre est inclus à la fin du roman National Treasure 2: Book of Secrets The Junior Novel.
Le deuxième tome s’intitule Midnight Ride et suit John Raleigh Gates entre 1773 et 1775 au début de la guerre d’Indépendance à Boston, alors que ce dernier suit les indices menant à un fabuleux trésor. Ce livre est publié en mars 2008. Le troisième tome Uncharted publié fin août 2008 conte l’histoire de Adam Benjamin et Éléanor Gates, en 1803, qui après avoir entendu l’histoire des aventures de leur père, se lancent dans un dangereux voyage sur des terres inconnues à la recherche d’un grand trésor.
Dans le dernier tome Westward Bound publié fin 2008, on suit l’histoire du frère de Thomas Gates, ce dernier étant l’arrière-arrière grand-père de Benjamin Gates, qui, au milieu du XXe siècle, au lieu de suivre son frère, préfère s’en aller accomplir sa propre aventure. Tout en aidant une amie fuyant son père, il suit les indices laissés dans des lettres par sa tante Éléanor qui mèneraient à un immense trésor.
Les tomes six Forever free et sept Roaring in qui auraient dû être publiés, respectivement en avril et août 2008, n’ont finalement jamais vu le jour.